# Santa Cruz (Aruba)
Koordinaten: 12° 30′ 0,3″ N, 69° 57′ 59,5″ W
Santa Cruz ist eine Kleinstadt mit umliegenden Siedlungen, nahezu im Zentrum der Insel Aruba.

## Demografie
Zu Santa Cruz zählen auch die Siedlungen Warawara, San Fuego, Cas Ariba,  Canashito, Bringamosa, Macuarima und Urataka. Die Einwohnerzahl und die Gesamtfläche sind in den folgenden Zahlen enthalten.
| Region     | Fläche (km²) | Einwohner 1991 | Einwohner 2000 | Einwohner 2010 |
| ---------- | ------------ | -------------- | -------------- | -------------- |
| Santa Cruz | 41,04        | 9.587          | 12.326         | 12.870         |

## Sehenswertes
- An der Ostseite von Santa Cruz befindet sich der Arikok National Park, mit den beiden bekannten Badebuchten Dos Playa, Boca Prins und Daimari Beach an der Nordostküste der Insel.
- Fontein Grot, eine natürliche Karsthöhle mit indianischen Felszeichnungen.